# ظلال (فلم 1916)
ظلال (بالإنجليزية: Shadows) هو فيلم أمريكي قصير من إنتاج عام 1916 وإخراج بي ريفيس إيسون.

## وصلات خارجية
مقالات تستعمل روابط فنية بلا صلة مع ويكي بيانات